# Bufferobligatie
Een bufferobligatie of coco (afkorting van het Engelse contingent convertible bond) is een tussenvorm tussen een langlopende achtergestelde lening en een aandeel, die verwant is aan de al langer bestaande converteerbare obligatie, en die wordt uitgegeven door banken met een vast relatief hoog rentepercentage. Als de bank door van tevoren duidelijk aangegeven vermogenslimieten zakt, de zogenaamde trigger, dan wordt de obligatie omgezet in aandelen, of volgens van tevoren gemaakte afspraken geheel of gedeeltelijk afgeschreven.
Coco's zijn door banken ontwikkeld als antwoord op de strengere kapitaaleisen die toezichthouders aan de bankbalansen stellen. Banken moeten een grotere buffer aanhouden zodat ze moeilijke tijden beter kunnen doorstaan. Toegestaan is dat de coco tot het eigen vermogen van de bank wordt gerekend, maar coco's mogen slechts maximaal 1,5%-punt meetellen in het tier 1-kapitaal. Indien nodig zullen deze eisen in de toekomst verder worden aangescherpt. In september 2009 werd de eerste coco uitgegeven door Lloyds Banking Group. In Nederland volgde de Rabobank in 2010 met een fiscaal niet van de winst aftrekbare Coco.
Kritiek op de coco is wel dat als het bepaalde trigger-minimumniveau wordt bereikt en de obligatie ophoudt te bestaan of wordt afgeboekt, dit tevens een alarmsignaal in de markt kan zijn dat de bank aan het omvallen is. Omgekeerd is het voor de uitgever van de coco gunstiger om in een noodsituatie net onder de trigger-limiet te duiken en zo snel kapitaal op te halen, een soort van perverse prikkel. Ook als banken en verzekeraars onderling te veel elkaars coco's gaan inkopen, geeft dat een blauwdruk voor een kettingreactie in een nieuwe crisis. Bij de crisis in september 2016 bij Deutsche Bank speelde dit probleem prominent mee op de achtergrond.
De totale markt wordt anno 2019 op circa 300 miljard euro geschat.

## De ondergang vanCredit Suisse
Maart 2023 ontstond beroering toen de circa $17 miljard van deze bufferobligaties werden afgeschreven tot nul, terwijl de aandeelhouders nog een bedragje kregen voor hun aandelen bij de overname van Credit Suisse door UBS. Deze gebeurtenis maakt de bufferobligatie risicovoller dan een aandeel. Laatstgenoemde conclusie wordt overigens niet gedeeld door de bancaire toezichthouders in de Eurozone. Maar in 2016 bleven de bufferobligatiehouders al met lege handen staan toen de Banco Popular voor 1 euro werd verkocht aan Banco Santander.

## Nederland
Onder de Basel-III normen geldt de coco als Additional Tier 1-kapitaal (AT1). Nadat omringende landen dat al hadden gedaan, was Nederland eind 2014 een van de laatste landen die het fiscaal regime hebben aangepast, mede in het licht van het gelijke speelveld met Engeland en Duitsland. De rente die banken moeten betalen over de coco is aftrekbaar voor de bepaling van de winst. De rente op converteerbare obligaties is ook aftrekbaar en de coco is hierop een variant. 
Op 15 januari 2015 plaatste de Rabobank als eerste Nederlandse bank onder het nieuwe Nederlandse fiscale regime een eeuwigdurende coco met een couponrente van 5,5%. Deze coco heeft een ‘trigger’ die op 7% ligt, dat betekent dat als het buffervermogen van de bank, ofwel de Core Tier 1, hieronder zakt er zoveel van de obligaties wordt afgeschreven dat de buffer weer op de 7% zit (omzetting in aandelen is bij de Rabobank niet aan de orde). Er werd 1,5 miljard euro opgehaald, waarbij de inschrijving bijna 3x was overtekend.
Op 3 november 2015 ontstond ophef over de fiscale wetgeving. Er werd gesuggereerd dat ING had meegeschreven aan de coco-wetgeving in Nederland.
Nadat Scandinavische verzekeraars waren voorgegaan was ASR Nederland de eerste Nederlandse verzekeraar die in oktober 2017 voor 300 miljoen een dergelijke lening met succes plaatste.
Het kabinet Rutte 3 schrapte in Nederland de aftrekbaarheid van de rentebetaling van de winst.